# ロスチャージ裁判
ロスチャージ裁判（ロスチャージさいばん）とは、日本のコンビニエンスストア最大手であるセブン-イレブン本部と、その加盟店の間でおこった裁判である。
フランチャイザー（本部）対フランチャイジー（加盟店）では日本初の本格的な法廷闘争であり、セブン-イレブンに限らず、現在のコンビニエンスストア業界の会計方式が世間一般に知られるようになったきっかけの裁判でもある。

## 概要
コンビニエンスストアにおける損益計算は、企業会計上で一般的に行われている計算と違い、廃棄ロス（販売期限切れや汚破損などで販売できなくなった商品）や棚卸しロス（帳簿上の在庫と実際の在庫の差）にもロイヤリティーをかける悪慣習がある。そのことについて、宮城県内でセブン-イレブン店を運営しているオーナーら5名が、同本部に対して損害賠償を求めた裁判である。
平成17年2月24日、東京高等裁判所は加盟店オーナーの言い分を認めセブン-イレブン本部に約2,243万円の支払いを命じる判決を出す。しかし、セブン-イレブン側はこの判決を不服とし上告。
平成19年6月11日、最高裁判所は東京高裁の先判決を破棄し差戻す判決をし、事実上、セブン-イレブン本部の逆転勝訴となった。

## 裁判の争点
ロスチャージとは廃棄ロスや棚卸ロスした商品に対して、契約に基づいて加盟店が仕入れ金額の全額（＝仕入れ金額の原価と負担となるように（つまり、本部の仕入れ負担が発生しないように）粗利を算出し、この粗利に基づいて加盟店がロイヤリティを支払う取り決めである。
一般的な企業会計上の基準ではこの様な算定がされていなかったり、フランチャイズ契約書に記載がない事（実際は記載されている）が最高裁まで争われたが、契約書や契約締結前の事前説明で認識できるものとの判断を下し、加盟店側の訴えを退けた。
この会計基準は2018年現在のコンビニ大手チェーンでも採用されている。